# Jeff Hardy
Jeffrey Nero "Jeff" Hardy (31 d'agost del 1977) és un lluitador nord-americà conegut per les seves aparicions a la World Wrestling Entertainment (WWE). Ha firmat per Total Nonstop Action Wrestling (TNA) on ha estat dos cops Campió dels pesos pesants de la TNA.
Abans de guanyar prominència, va ser de l'Organization of Modern Extreme Grappling Arts (OMEGA), una promoció que va fer amb el seu germà gran Matt. Després d'haver signat per WWE, van adquirir notorietat en part degut a la seva participació en Tables, Ladders and Chairs match (TLC). Amb l'addició de Lita, l'equip va passar a denominar Team Xtreme i va seguir augmentant en popularitat. Com a equip lluitador, és un sis vegades WWE World Tag Team Champion i una vegada WCW World Tag Team Champion.
També ha tingut un èxit com un lluitador individual i és cinc vegades World Champion (un cop WWE Championship, dos cop World Heavyweight Championship i dos TNA World Heavyweight Championship) i quatre cops Intercontinental Champion. També va aconseguir tres Hardcore Champion, un cop Light Heavyweight i un cop European Championship.
D'altra banda, participa en el motocròs, música, pintura i altres manifestacions artístiques. En l'actualitat és membre de la banda Peroxwhy? Gen.

## Carrera professional de lluita lliure

### Inicis de la seva carrera
Jeff Hardy cita Sting, The Ultimate Warrior i Shawn Michaels com les seves fonts d'inspiració. Jeff, juntament amb el seu germà Matt i amics, va començar la seva pròpia federació, Trampoline Wrestling Federation (TWF) i imitava els moviments que veia per la televisió.
Abans d'arribar a la WWF, Matt va formar la seva promoció de lluita lliure pròpia, la Organization of Modern Extreme Grappling Arts (OMEGA) amb en Thomas Simpson. La promoció era una versió més exitosa del TWF original i inclou talents com els germans Hardy, Shannon Moore, Gregory Helms, Joey Matthews, entre d'altres. La promoció va tancar l'abril de 1998 quan es van signar contractes amb el WWF.

### World Wrestling Entertainment/Federation (1998-2003)

#### TheHardy Boyz(1998-2002)
L'equip finalment es va dur a televisió de la WWF, després de mesos d'esdeveniments en viu, van formar l'etiqueta d'equip acrobàtic anomenat Hardy Boyz. El 5 de juliol, van guanyar el seu primer WWF Tag Team Championship, derrotant the Acolytes, però van perdre de nou contra ells un mes després.

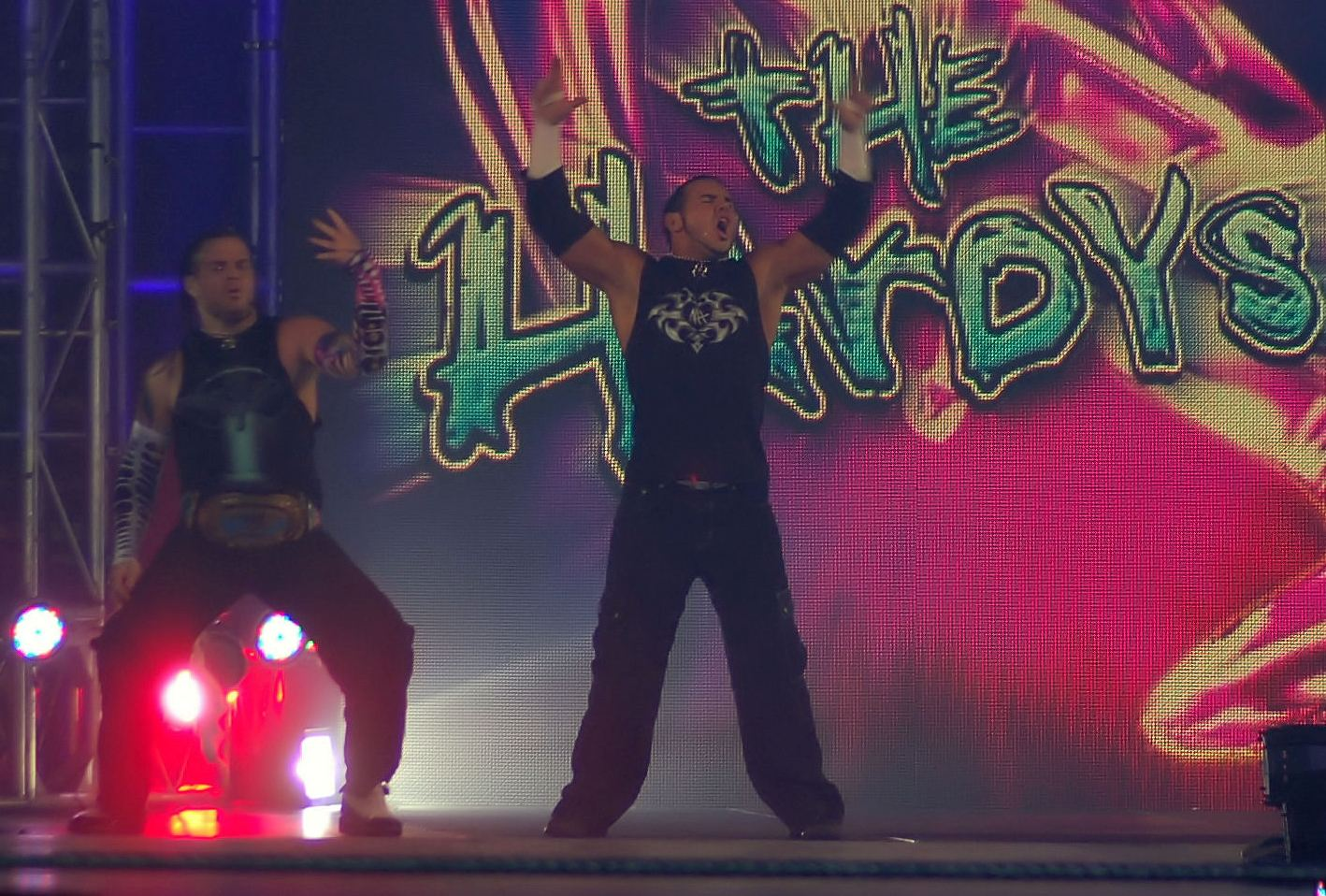
L'entrada dels Hardy Boyz

El 2000, els Hardy Boyz van trobar una nova "mànager", Lita. En conjunt, se'ls coneixia com a "Xtreme Team". Van continuar la seva rivalitat amb Adam Copeland i Christian al llarg de 2000, derrotant-los pel WWF Tag Team Championship en dues ocasions. Al SummerSlam els Hardy Boyz va competir a la primera Tables, Ladders and Chairs match (TLC match), per al Tag Team Championship contra els Dudley Boyz i Adam Copeland i Christian.
Jeff Hardy va guanyar l'atenció per les seves acrobàcies d'alt risc en el TLC match l'any 2000, 2001 i 2002. El 2001, va rebre una empenta com a competidor individual i va mantenir l'Intercontinental de la WWF (derrotant Triple H), Light Heavyweight (derrotant a Jerry Lynn) i el Hardcore Championship (derrotar Mike Awesome i Van Dam, en dues ocasions).

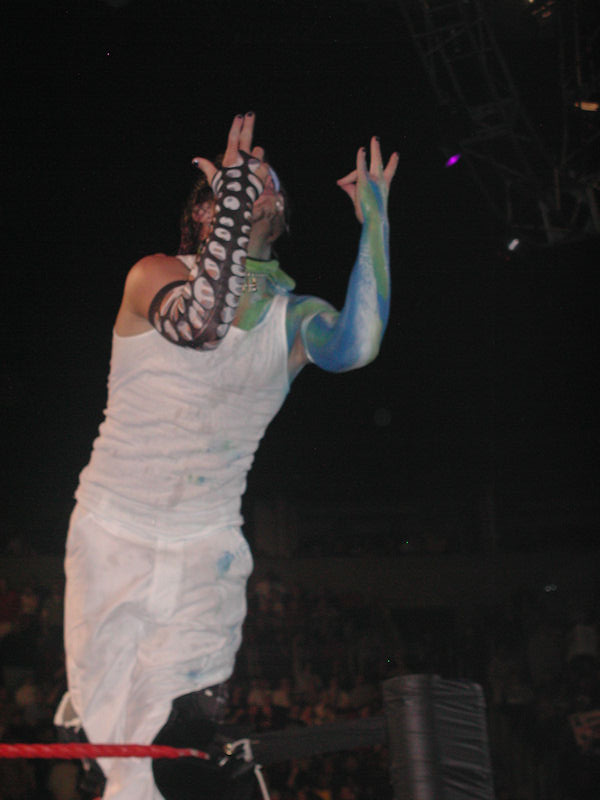
Jeff al 2003

A principis de 2002, Els Hardy Boyz, van començar una rivalitat amb Brock Lesnar després que interrompés l'entrada de Matt a la rampa, colpejant-lo amb una cadira metàl·lica i que va conduir a Jeff, enfurismat, a la recerca de venjança. A Backlash, Jeff es va enfrontar contra Brock Lesnar en el seu debut televisiu on Jeff va ser derrotat. Brock Lesnar i els Hardy Boyz van continuar la seva rivalitat durant les properes setmanes, encara que els Hardy Boyz només guanyessin un combat, i per desqualificació. En el Judgment Day, Brock Lesnar va guanyar els Hardy Boyz. El juliol de 2002, Jeff va guanyar el seu tercer Hardcore Championshipderrotant a Bradshaw.

#### Competència individual (2002-2003)
Jeff va competir pels títols individuals en diverses ocasions i va derrotar William Regal per a l'European Championship de la WWE. En Jeff va ser derrotat un parell de setmanes més tard per Rob Van Dam en un partit per unificar l'European Championship i l'Intercontinental Championship, i l'European Championship va ser abandonat. Finalment, Jeff va continuar amb les seves ambicions individuals a RAW i el seu germà Matt, es va preparar per a la marca SmackDown!.
Jeff, però, va ser acomiadat de la WWE el 22 d'abril de 2003. La motivació de l'alliberament van ser el comportament erràtic de Jeff, el consum de drogues, la negativa a anar a rehabilitació, el deteriorament de rendiment als combats, així com la lentitud constant i no sortir en els grans esdeveniments. En Jeff també cita "burn out" i la necessitat per al temps lliure com a raons per abandonar la WWE.

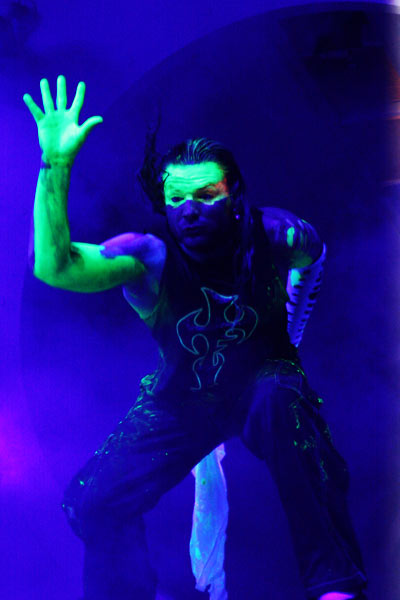
Jeff a la TNA

### Temps lliure i circuit independent (2003)
Jeff va fer la seva primera lluita després de ser acomiadat de la WWE en una exhibició d'OMEGA, el 24 de maig. Amb el seu truc vell, "Willow the Wisp", va desafiar a Krazy K per a l'OMEGA Cruiserweight Championship, però va perdre el partit. Jeff va realitzar la promoció Ring of Honor (ROH) en una ocasió. Jeff va aparèixer en el show 2003 de Roh, Death Before Dishonor (mort abans del deshonor), en virtut del seu truc "Willow Wisp", amb una màscara i un impermeable. Jeff va ser ràpidament desemmascarat i la pèrdua de la seva jaqueta, vestit similar al que duia a la WWE. Jeff va ser escridassat abans, durant i després del partit pel públic de ROH, que cridava "Volem Matt!" i "Vostè va ser acomiadat!" durant el seu partit amb Joey Matthews i Krazy K, que va guanyar Jeff. Es va prendre un any sencer fora de la lluita lliure professional per concentrar-se en motocròs i acabar la seva pista.

### Total Nonstop Action Wrestling(2004-2006)
Jeff va debutar en Total Nonstop Action Wrestling (TNA) el 23 de juny de 2004, al Saló del segon aniversari, en un partit contra el TNA X Division Champion AJ Styles, pel títol. També va debutar amb el seu nou tema d'entrada "modest", una cançó interpretada pel mateix Hardy, i un nou sobrenom, "L'enigma carismàtica". El partit va acabar a No Contest quan Kid Kash i Dallas van interrompre. Jeff va tornar a la TNA el 21 de juliol i va perdre el NWA World Heavyweight Championship. Jeff va lluitar pel títol el 8 de setembre, perdent contra l'NWA World Heavyweight Championship Jeff Jarrett. A l'octubre de 2004, va guanyar un torneig, que tenia com a premi l'NWA World Heavyweight Championship el 7 de novembre contra Victory Road. Jeff va ser derrotat per Jarrett, un cop més en una lluita d'escales a Victory Road després d'una interferència de Kevin Nash i Scott Hall. Un mes més tard, a Turning Point, Jeff, Styles i Randy Savage van derrotar a Jarrett, Hall i Nash (coneguts col·lectivament com els Kings of Wrestling). Jeff va passar a la derrota, en un partit d'individuals, en substitució d'Héctor Garza a Final Resolution el 16 de gener de 2005.
A Against All Odds el febrer de 2005, Jeff va perdre contra Abyss en un "partit de Full Metal Mayhem" pel rival número 1 a la NWA World Heavyweight Championship. Jeff li va tornar el favor al derrotar Abyss en un Falls Count Anywhere match a Destination X al març. Jeff va ser suspès de TNA després de no-showing la seva "Clockwork Orange House of Fun" revenja amb Raven a Hard Justice el 15 de maig, suposadament a causa de les dificultats de viatge. La suspenció de Jeff es va aixecar el 5 d'agost i va tornar al Sacrificie d'aproximadament una setmana després, atacant a Jeff Jarrett.

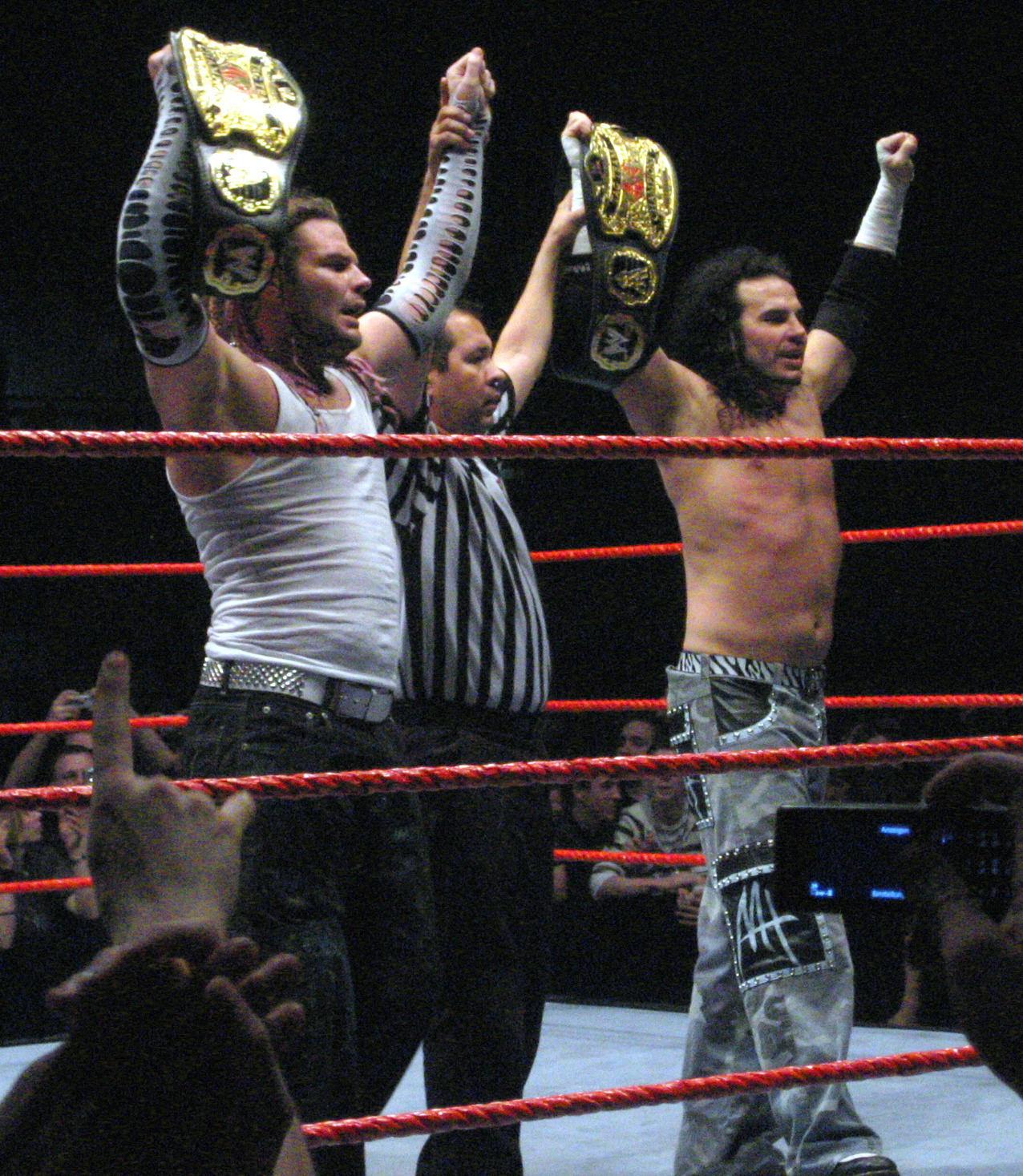
Els Hardy Boyz després de la tornada de Jeff

Jeff estava programat per lluitar al pre-show de Turning Point, el desembre de 2005, però una vegada més no es va presentar a l'esdeveniment, de nou citant passar problemes. Jeff va ser suspès com a conseqüència i no va aparèixer a la televisió TNA de nou. Al març, abril i maig de 2006, Jeff va aparèixer en diversos esdeveniments en directe promogut per TNA, en relació amb Dave Hebner i la Federació de Wrestling Units.

### World Wrestling Entertainment(2006-2009)

#### Tornada
El 4 d'agost de 2006, la WWE va anunciar que Jeff havia renovat el seu contracte amb l'empresa. En el dia del seu retorn, Jeff va derrotar el llavors campió de la WWE Adam Copeland per desqualificació quan Lita Edge va el treure fora del ring.

#### La reunió dels Hardys
L'episodi del 21 de novembre de ECW a Sci Fi Jeff es va unir al seu germà, Matt, per primera vegada en gairebé cinc anys per derrotar els italians Full Blood. A Survivor Series, tots dos van ser part de l'equip de D-Generation X, que va obtenir la victòria sobre l'equip de Rated-RKO amb un handicap tag-team contra quartet Table match (desavantatge de parella contra quatre en un combat de taules). Els germans, després, van rebre la seva primera oportunitat des del retorn de Jeff per guanyar un campionat de Tag team a Harmagedon, van competir en Tag-team Ladder match (combat d'escales de mà per parelles) per a la WWE Tag Team Championship, però es van quedar en l'intent.
A New Year's Revolution, Jeff va ser qüestionat per Nitro i els altres membres del MNM, i Nitro i Jeff van acabar lluitant en un Steell Cage match per al WWE Intercontinental Championship, i Jeff va guanyar.
Jeff va ser acomiadat de WWE el 2009.

### TNA (2010-2017)
D'ençà que va marxar de WWE, Jeff Hardy ha participat en la Total Nonstop Action Wrestling.

Retorn a WWE (2017-2019)
Durant el Wrestlemania 33, els germans Hardy van fer un retorn sorpresa a WWE després d'estar 8 anys fora de l'empresa. Van guanyar el títol de campeons per parelles de Raw gràcies a un Swanton Bomb de Jeff.
Al cap d'uns mesos, Jeff es va lesionar i va haver de ser operat. Però al 2018 va tornar, derrotant a Jinder Mahal i emportant-se a casa el títol de Campeó dels Estats Units.

## Activitats artístiques
Jeff també té un grup de música amb interessos fora de la lluita lliure. Anomena el seu costat artístic com "The Imag-I-Nation". En un moment, Jeff va crear una estàtua d'alumini de 30 peus (9,1 metres), anomenada "Neroameee", en una altra ocasió va crear un volcà artificial al seu jardí, que després va saltar amb la seva "dirtbike de motocròs". En una altra ocasió, Jeff va crear una gran escultura del senyal de la mà del seu germà Matt "V1", que va ser vist a "The Hardy Show, un programa web a Internet amb els Hardy Boyz, Shannon Moore i altres dels seus amics. Jeff també és poeta.
Jeff va aprendre a tocar la guitarra tot sol i més tard va comprar un kid de bateria. El 2003 va fer una banda de música, Peroxwhy? Gen. La banda va compondre dues cançons: La primera va ser "September day". Peroxwhy? Gen es van separar el 2004, poc després de crear la seva segona cançó, "Modest", que Jeff va utilitzar per la seva música d'entrada a la TNA. Actualment, Peroxwhy? GEN només té dos membres, Jeff i JR Merrill.

## Vida personal
Jeff és el fill de Gilbert i Ruby Moore Hardy, i el germà petit de Matt. La seva mare va morir de càncer cerebral el 1986, quan Jeff tenia nou anys. Va començar a tenir un interès en el motocròs als 12 anys i va tenir la seva primera moto, una Yamaha YZ-80 als 13 anys. Va jugar a beisbol quan era un nen, però va haver de deixar-ho després d'una cursa de motocròs, que es va lesionar el braç. També va jugar a futbol americà i va competir en la lluita lliure amateur, però va haver de deixar de jugar a futbol americà durant l'institut, després de ser obligat a elegir la lluitar lliure professional o practicar esports.

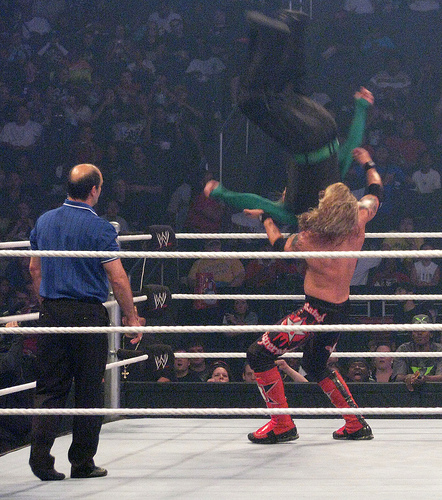
Jeff fent un Whisper in the Wind a Adam Copeland

## A la lluita
- Moviments individuals finalitzadors
  - 450º Splash (WWE, fins a l'any 2000, per prohibició, OMEGA i TNA
  - Reverse of Fate (WWE, OMEGA i TNA)
  - Spine Line (OMEGA i TNA)
  - Swanton Bomb (WWE, OMEGA i TNA)
  - Twiste of Fate (WWE i TNA)
  - Whisper in the Wind (WWE, OMEGA i TNA)
- Moviments individuals normals
  - Arm Drag (WWE, OMEGA i TNA)
  - Diving clothesline (WWE, OMEGA i TNA)
  - Double knee facebreaker (WWE, 2002 - 2003)
  - Hardyac Arrest (WWE, OMEGA i TNA)
  - Horizontal baseball slide (WWE, OMEGA i TNA)
  - Mule kick (WWE, OMEGA i TNA)
  - Double to the opponent's groin or midsection (WWE, OMEGA i TNA)
  - Double into a roll-up pin (WWE, OMEGA i TNA)
  - Leapfrog Leg Drop (WWE, OMEGA i TNA)
  - Plancha (WWE, OMEGA i TNA)
  - Sitout inverted suplex slam (WWE, OMEGA i TNA)
  - Sitout jawbreaker (WWE, OMEGA i TNA)
- Moviments finalitzadors amb Matt Hardy
  - Event Omega (WWE i OMEGA)
  - Omega Event (WWE i OMEGA)
  - Twiste of Fate de Matt amb Swanton Bomb de Jeff (WWE i OMEGA)

- Moviments normals amb Matt Hardy
  - Double 180° flipping belly to back suplex (WWE i OMEGA)
  - Poetry in Motion (WWE i OMEGA)
  - Rapture (WWE i OMEGA)
  - Side Effect (WWE i OMEGA)
  - Spin Cycle (WEE i OMEGA)

- Managers
  - Gangrel
  - Michael Hayes
  - Lita (WWE)
  - Trish Stratus (WWE)
  - Terri

- Temes d'entrada

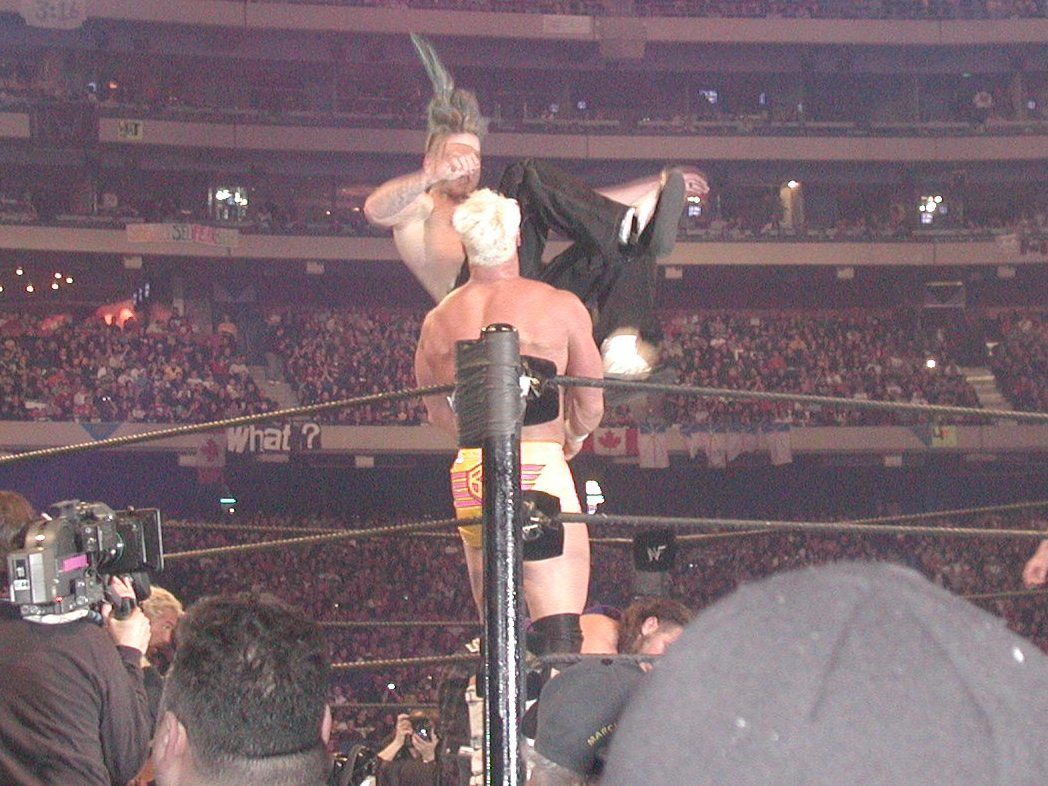
Jeff fent un Poetry in Motion a Billy Gunn a Wrestlemania X8

  - "Loaded" de Zack Tempest (WWF/E, 1999-2003 i 2006-2008)
  - "Modest" de Peroxwhy?gen (TNA)
  - "No More Words" de Endeverafter (WWE, 2008-2009)

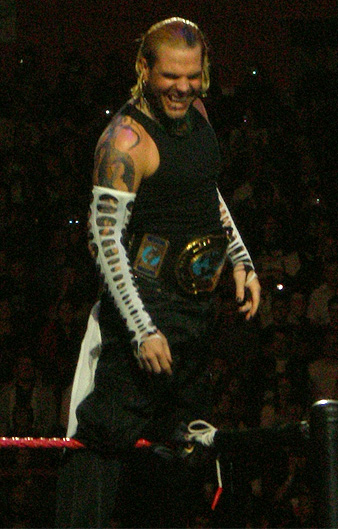
Jeff, campió Intercontinental al 2003

## Campionats i assoliments
- Organization of Modern Extreme Grappling Arts
  - (1 cop) OMEGA New Frontiers Championship
  - (1 cop, amb Matt Hardy) OMEGA Tag Team Championship

- National Championship Wrestling
  - (2 cops) NCW Light Heavyweight Championship

- New Dimension Wrestling
  - (1 cop) NDW Light Heavyweight Championship

- New Frontier Wrestling Association
  - (1 cop) NFWA Heavyweight Championship

- North East Wrestling
  - (1 cop) NEW Junior Heavyweight Championship

- NWA 2000
  - (1 cop, amb Matt Hardy) NWA 2000 Tag Team Championship

- Universal Wrestling Association
  - (1 cop) UWA World Middleweight Championship

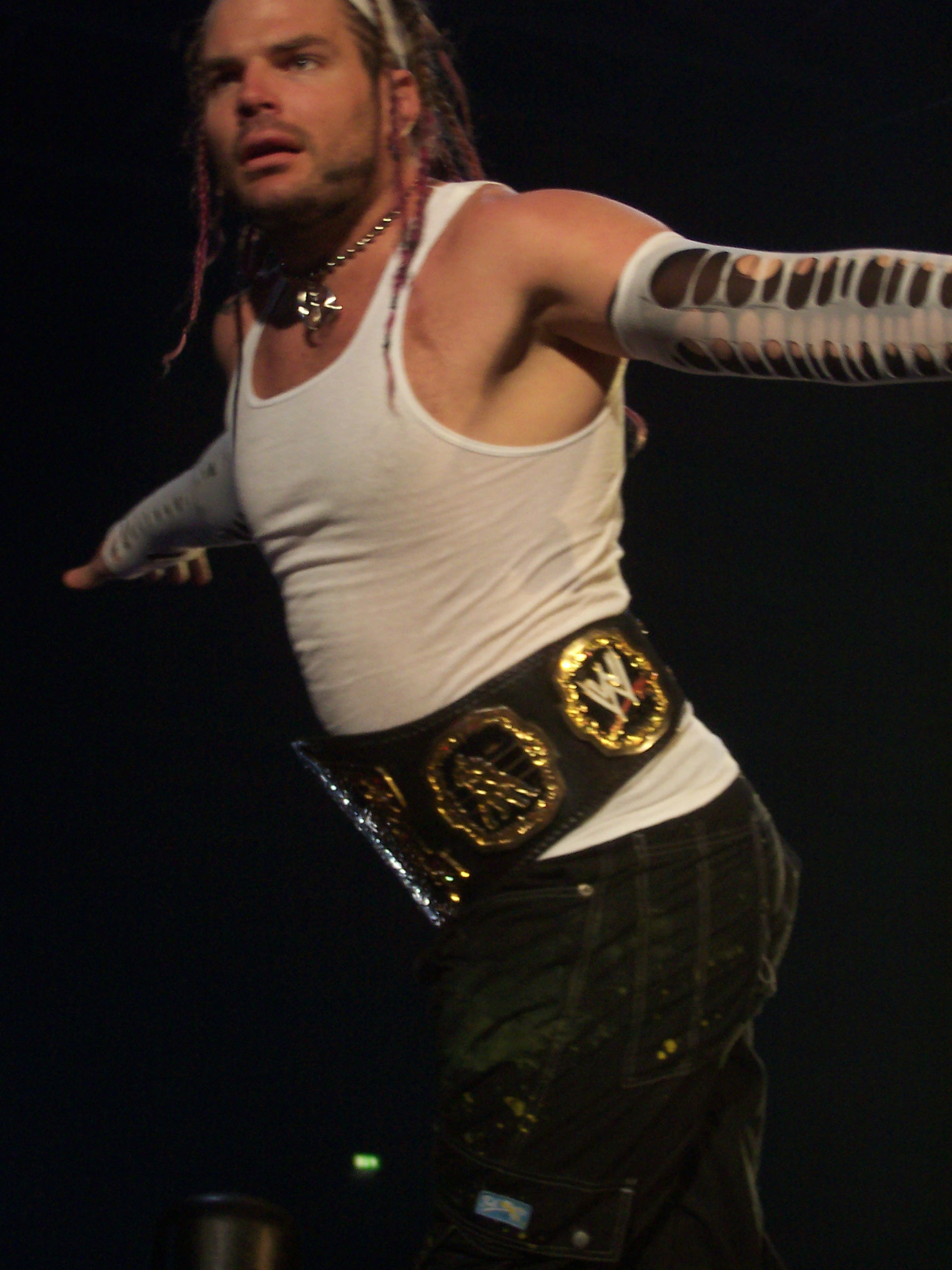
Jeff, Tag Team Champion

- World Wrestling Federation / World Wrestling Entertainment
  - (1 cop, amb Matt Hardy) WCW Tag Team Championship
  - (2 cops) World Heavyweight Championship
  - (1 cop) WWE Championship
  - (1 cop) WWE European Championship
  - (3 cops) WWF Hardcore Championship
  - (4 cops) WWF/E Intercontinental Championship
  - (1 cop) WWF Light Heavyweight Championship
  - (6 cops, amb Matt Hardy) WWF/E World Tag Team Championship
  - (novè) Grand Slam Champion
  - (divuitè) Triple Crown Champion
  - Slammy Award for Extreme Moment of the Year (2008) per un Swton Bomb a Randy Orton a dalt del decorat de RAW (Raw, 14 de gener de 2008).
  - Slammy Award for Extreme Moment of the Year (2009) per saltar de dalt dùna escala de mà de 16 peus (487,86 centímetres) asobre de CM Punk a SummerSlam 2009.
  - (amb Matt Hardy) Terri Invitational Tournament

- Pro Wrestling Illustrated
  - PWI Comeback of the Year (2007)[180]
  - (amb Matt hardy) PWI Match of the Year (2000) contra The Dudley Boyz contra Adam Copeland i Christian en un Triangle Ladder match at WrestleMania 2000.
  - (amb Matt Hardy) PWI Match of the Year (2001) contra The Dudley Boyz contra Adam Copeland i Christian en un Tables, Ladders and Chairs match at WrestleMania X-Seven.
  - PWI Most Popular Wrestler of the Year (2008)
  - (amb Matt Hardy) PWI Tag Team of the Year (2000)
  - PWI ranked him #17 of the top 500 singles wrestlers in the PWI 500 (2001)

- Wrestling Observer Newsletter
  - Best Flying Wrestler (2000)
  - Most Disgusting Promotional Tactic (2008) per en Jeff siguen atacat per escales de mà abans del Survivor Serires